# Lee Soo-young
Lee Soo-Young (de nacimiento Lee Ji Yeon, 12 de abril de 1979  Seúl, Corea del Sur) es una cantante de baladas surcoreana. Debutó en 1999, con el éxito "I Believe". En la actualidad, ha publicado nueve álbumes y cinco miniálbumes (Holiday in Lombok, Classic, As Time Goes By, An Autumn Day, Once) y ha participado en la banda sonora de seis dramas.

## Carrera
Es reconocida en Corea por su poderosa voz y a pesar de que rara vez aparece en sus propios vídeos musicales, ha ganado una gran cantidad de popularidad.
También ha participado recientemente en una serie de espectáculos de variedades, mostrando su sentido del humor y su capacidad para ser graciosa y desenfadada, lo cual ha incrementado su popularidad. Actualmente es considerada como una de las más famosas y exitosas cantantes surcoreanas. En 2001, cantó la versión oficial en coreano del videojuego Final Fantasy X, la canción fue "Suteki Da Ne" (en coreano titulada "얼마나 좋을까" Eolmana Joheulkka).
Lanzó su séptimo álbum, Grace, el 21 de enero de 2006. El cual fue muy bien recibido, siendo capaz de dispararse directamente a la cima de las listas. La popularidad del álbum llevó a relanzar una edición limitada de Grace, de la que solo fueron producidos 30.000 ejemplares.
Ha interpretado una nueva canción escrita por ella titulada "Lavender" para su nuevo álbum en la ceremonia matrimonial de sus amigas Park Kyung-lim y Seo Min-jung.
El 5 de octubre de 2010, Soo-Young contrajo matrimonio con su novio, a quien conoció a través de la iglesia. Estuvieron saliendo alrededor de un año antes de casarse en la Villa de Bailey. Y en febrero de 2011, se anunció que estaba embarazada de cuatro meses y tendría a su primer hijo en el verano de 2011, durante este tiempo solo se concentró en prepararse para la llegada del niño y su show de radio en KBS 2FM (89.1 MHz)

## Discografía

### Álbumes de estudio
| Año        | Título                 |
| ---------- | ---------------------- |
| 1999.11.17 | I Believe              |
| 2001.02.10 | Never Again            |
| 2001.12.13 | Made in Winter         |
| 2002.09.11 | My Stay in Sendai      |
| 2003.08.21 | This Time              |
| 2004.09.10 | The Colors of My Life  |
| 2006.01.21 | Grace                  |
| 2007.09.13 | Set It Down (내려놓음) |
| 2009.10.21 | Dazzle                 |

### Otros álbumes
1. [2001.09.18] Concert Album 'Thank Her (그녀에게 감사해요), Lee Soo Young Live'
2. [2003.01.24] Special Album 'Sweet Holiday in Lombok'
3. [2004.01.12] Classic
4. [2005.01.10] As Time Goes By
5. [2005.10.20] 2005 Special Album 'An Autumn Day'
6. [2013.03.28] Classic: The Remake Dubeonjjae (클래식: 더 리메이크 두번째)

### Miniálbum
1. [2008.11.13] Once

### Sencillos
1. [2004.06.23] Saigo no Wagamama (最後のわがまま / The Final Indulgence)
2. [2012.10.10] Nice Girl (The Innocent Man - Nice Guy OST)

## Series
- The Accidental Couple (KBS2, 2009)

## Espectáculo de variedades
| Año  | Red       | Título                             | Rol         | Notas                                                                |
| ---- | --------- | ---------------------------------- | ----------- | -------------------------------------------------------------------- |
| 2015 | MBC       | King of Mask Singer                | Concursante | Episodio 37 y 38 ( "The Goddess of Beauty Aphrodite Playing A Harp") |
| 2015 | KBS2      | 1 vs. 100                          | Concursante | 2015.11.24                                                           |
| 2014 | KBS World | Immortal Songs: Singing the Legend | Concursante | 2014.08.09                                                           |
| 2013 | JTBC      | Hidden Singer                      | Concursante | Episodio 5 - temporada 1 (2013.03.30)                                |
| 2009 | KBS2      | Happy Together                     | invitada    | Episodio 105 - temporada 3 (2009.07.16)                              |
| 2006 | SBS       | X-Man                              | Invitada    | Episodio 118-126                                                     |

## Premios
- 2003 MBC Top 10 de Gayo Festival: Daesang
- 2002 Mnet Asian Music Awards - Mejor Baladadista[9]
- 2003 Mnet Asian Music Awards - Mejor artista femenina[10]
- 2004 Mnet Asian Music Awards - Mejor artista femenina (vídeo)[11]
- 2004 Golden Disk Awards: Daesang
- 2004 MBC Top 10 de Gayo Festival: Daesang